# Короткоухие бурозубки
Короткоухие бурозубки (лат. Cryptotis) — род млекопитающих семейства землеройковые (Soricidae). Объединяет виды, широко распространённые в Америке, из которых только один вид, Cryptotis parva встречается севернее Мексики.

## Внешний вид и строение
У короткоухих бурозубок 30 зубов. Длина головы и туловища от 5 до 10 см, хвоста — от 1 до 4 см, вес 4—7 грамма, мех коричневый или чёрный сверху, низ часто немного ярче. Уши маленькие, глаза тоже.

## Образ жизни
Большинство видов обитает в лесах, некоторые (например, C. parva) встречаются и в степях. Кормятся насекомыми и другими беспозвоночными, а также мелкими позвоночными, такими как ящерицы и лягушки. Поедают падаль. Могут быть активны круглосуточно. Живут группами. По крайней мере C. parva, наиболее изученный вид, строит гнезда, в которых проживает более одного животного. Эти гнезда могут размещаться в самостоятельно вырытых или оставленные от других животными норах, под бревнами или в расщелинах скал. Они почти круглые и высланы сухой травой и листьями. Размножение изучено только для C. parva. Беременность длится 21—22 дня, в помёте обычно 5 детёнышей. Потомство сосет молоко 20 дней, и становится половозрелым за 30—36 дней.

## Виды[1]
- Cryptotis alticola
- Cryptotis brachyonyx
- Cryptotis colombiana
- Бурозубка Эндерса (Cryptotis endersi)
- Cryptotis equatoris
- Бурозубка Голдмана (Cryptotis goldmani)
- Бурозубка Гудвина (Cryptotis goodwini)
- Таламанканская бурозубка (Cryptotis gracilis)
- Cryptotis griseoventris
- Гондурасская бурозубка (Cryptotis hondurensis)
- Cryptotis lacertosus
- Большой скрытоух (Cryptotis magna)
- Cryptotis mam
- Cryptotis mayensis
- Cryptotis medellinia
- Cryptotis mera
- Меридская бурозубка (Cryptotis meridensis)
- Cryptotis merriami
- Мексиканская бурозубка (Cryptotis mexicana)
- Эквадорская бурозубка (Cryptotis montivaga)
- Cryptotis nelsoni
- Черноватый скрытоух (Cryptotis nigrescens)
- Cryptotis obscura
- Cryptotis orophila
- Малый скрытоух (Cryptotis parva)
- Cryptotis peregrina
- Cryptotis peruviensis
- Cryptotis phillipsii
- Чешуелапая бурозубка (Cryptotis squamipes)
- Cryptotis tamensis
- Скрытоух Томаса (Cryptotis thomasi)
- Cryptotis tropicalis